# Culex pilifemoralis
Culex pilifemoralis is een muggensoort uit de familie van de steekmuggen (Culicidae). De wetenschappelijke naam van de soort is voor het eerst geldig gepubliceerd in 1964 door Wang & Feng.